# نظریه‌های جامعه‌شناسی
نظریه جامعه‌شناختی (به انگلیسی: Sociological theory) انگاشتی است که می‌خواهد موضوع واقعیت اجتماعی را از دیدگاه جامعه‌شناختی بررسی، توصیف یا تبیین نماید. : 14  ایجاد ارتباط بین مفاهیم فردی برای سازماندهی و اثبات دانش جامعه‌شناختی. از اینرو، چنین دانشی از چارچوب‌های نظری و روش‌شناسی پیچیده‌ای تشکیل شده‌است.
دامنه این نظریه‌ها، از توصیف مختصر و در عین حال کامل از یک فرایند اجتماعی واحد تا تحلیل و تفسیر پارادایم‌های گسترده و غیرقطعی را شامل می‌شود. برخی از نظریه‌های جامعه‌شناسی جنبه‌هایی از جهان اجتماعی را توضیح می‌دهند که امکان پیش‌بینی رویدادهای آینده را فراهم می‌کنند، در حالی که برخی دیگر به عنوان دیدگاه‌های گسترده‌ای عمل می‌کنند که بیشتر تحلیل‌های جامعه‌شناختی را هدایت می‌نمایند.
نظریه‌پردازان برجسته جامعه‌شناسی عبارتند از: تالکوت پارسونز، رابرت کی. مرتن، رندال کالینز، جیمز ساموئل کلمن، پیتر بلاو، نیکلاس لومان، مارشال مک لوهان، امانوئل والرشتاین، جورج هومنز، هریسون وایت، تدا اسکاچپول، گرهارد لنسکی، پیر ال. ون دن برگه و جاناتان اچ. ترنر.

## نظریه جامعه‌شناختی در مقابل نظریه اجتماعی
کنت آلن (۲۰۰۶) نظریه جامعه‌شناختی را از نظریه اجتماعی متمایز می‌کند، از این نظر که اولی شامل گزاره‌های انتزاعی و آزمون‌پذیر مربوط به جامعه است که به شدت بر روش علمی تکیه دارد که هدف آن عینیت‌گرایی و اجتناب از داوری ارزشی است. در مقابل، «نظریه اجتماعی»، به گفته آلن، کمتر بر توصیف و بیشتر بر تفسیر و نقد جامعه مدرن تمرکز دارد. به این ترتیب، نظریه اجتماعی به‌طور کلی به فلسفه قاره‌ای نزدیک است چون کمتر به عینیت و استنتاج گزاره‌های آزمون‌پذیر می‌پردازد، بنابراین احتمال بیشتری دارد که  قضاوت‌های هنجاری را پیشنهاد کند.
جامعه‌شناس، رابرت کی. مرتن (۱۹۴۹) استدلال کرد نظریه جامعه‌شناختی با مکانیسم‌های اجتماعی سر و کار دارد که در مصداق «برد متوسط» بین قانون اجتماعی و توصیف ضروری هستند.: 43–4  مرتن باورمند بود مکانیسم‌های اجتماعی «فرایندهای اجتماعی هستند که پیامدهای مشخصی برای بخش‌های تعیین‌شده ساختار اجتماعی دارند.»
نظریه‌پردازان برجسته اجتماعی عبارتند از: یورگن هابرماس، آنتونی گیدنز، میشل فوکو، دوروثی اسمیت، روبرتو اونگر، آلفرد شوتس، جفری سی. الکساندر و ژاک دریدا.
همچنین دانشمندان برجسته‌ای وجود دارند که می‌توان آنها را نظریه‌پردازان بین نظریه‌های اجتماعی و جامعه‌شناختی دانست، مانند:
هارولد گارفینکل، هربرت بلومر، کلود لوی استروس، پیر بوردیو و اروینگ گافمن.

## سنت‌های نظری کلاسیک
حوزه جامعه‌شناسی خود رشته‌ای نسبتاً جدید است و به همین ترتیب، حوزه نظریه جامعه‌شناسی نیز چنین است. منشا هر دو به سده ۱۸ و ۱۹ بازمی‌گردند،
دوره‌های تغییر اجتماعی شدید، که در آن جوامع، برای مثال، با پیدایش  صنعتی شدن، شهرسازی، دموکراسی و  سرمایه‌داری اولیه، متفکران (به ویژه غربی) را برانگیخت تا به‌طور چشمگیری نسبت به جامعه آگاه شوند. به این ترتیب، حوزه جامعه‌شناسی در ابتدا با فرآیندهای تاریخی گسترده مرتبط با این تغییرات سروکار داشت.
رندال کالینز (۱۹۹۴) با یک بررسی مناسب مستند از نظریه جامعه‌شناختی، نظریه‌پردازان مختلف را در چهار سنت نظری برچسب‌گذاری می‌کند: کارکردگرایی ساختاری، نظریه‌های تضاد، کنش متقابل نمادین، و فایده‌گرایی.
در حالی که نظریه جامعه‌شناسی مدرن عمدتاً از دیدگاه‌های «کارکردگرایی» (امیل دورکیم) و «تضاد» محور (کارل مارکس و ماکس وبر) و ساختار اجتماعی نشأت می‌گیرد. همچنین از سنت «کنش متقابل نمادین» تأثیر بسیاری می‌گیرد و نظریه‌های پراگماتیسم را به حساب می‌آورد (جورج هربرت مید، چارلز کولی) و ساختار سطح خرد (جورج زیمل).
به همین ترتیب، فایده‌گرایی (مشهور به نظریه انتخاب عقلانی یا  مبادله اجتماعی)، اگرچه اغلب با اقتصاد همراه است ولی یک سنت تثبیت شده در نظریه جامعه‌شناسی هست.
در نهایت، همان‌طور که توسط ریوین کانل (۲۰۰۷) بیان شده، سنتی که اغلب فراموش می‌شود سنت «داروینیسم اجتماعی» است که منطق تکامل بیولوژیکی را در جهان اجتماعی به کار می‌برد. این سنت اغلب با کارکردگرایی کلاسیک همسو می‌شود و با چندین بنیانگذار جامعه‌شناسی، عمدتاً هربرت اسپنسر، لستر فرانک وارد و ویلیام گراهام سامنر مرتبط است. نظریه جامعه‌شناسی معاصر ردپایی از هر یک از این سنت‌ها را حفظ کرده‌است که به هیچ وجه متقابل نیستند.

### کارکردگرایی ساختاری
یک پارادایم تاریخی گسترده در جامعه‌شناسی، «کارکردگرایی ساختاری» است که  ساختار اجتماعی را به‌طور کامل و بر حسب کارکردهای ضروری که عناصر تشکیل دهنده آن در اختیار دارند، مورد توجه قرار می‌دهد. مشابه رایجی که توسط کارکردگرایان استفاده می‌شود، به‌عنوان «قیاس ارگانیک» یا «بیولوژیک» شناخته می‌شود. (محبوب شده توسط هربرت اسپنسر)، این است که هنجارها و نهاد را به عنوان «ارگان‌هایی» در نظر بگیریم که در جهت عملکرد صحیح کل «بدن» جامعه کار می‌کنند.این دیدگاه در اثبات‌گرایی اولیه جامعه‌شناختی آگوست کنت مستتر بود ولی امیل دورکیم به‌طور کامل، دوباره با توجه به قوانین ساختاری قابل مشاهده، نظریه‌پردازی شد.
کارکردگرایی همچنین در کار نظریه پردازانی مانند مارسل موس، برونیسلاو مالینوفسکی و آلفرد رادکلیف براون پایه‌ای انسان شناختی دارد، که دومی از طریق صریح استفاده، پیشوند «ساختاری» را به مفهوم معرفی کرد. نظریه کارکردگرای کلاسیک عموماً با گرایش به قیاس بیولوژیکی و مفاهیم تکامل گرایی اجتماعی متحد می‌شود. همان‌طور که آنتونی گیدنز بیان می‌کند: «اندیشه کارکردگرا، از کنت به بعد، به‌ویژه به زیست‌شناسی به‌عنوان علمی ارائه‌دهنده نزدیک‌ترین و سازگارترین مدل برای علوم اجتماعی نگاه کرده‌است. زیست‌شناسی برای ارائه راهنمای مفهوم‌سازی ساختار و عملکرد سیستم‌های اجتماعی و تحلیل فرآیندهای تکامل از طریق مکانیسم‌های سازگاری گرفته شده‌است… کارکردگرایی به شدت بر برتری جهان اجتماعی بر بخش‌های فردی آن تأکید می‌کند. (یعنی بازیگران تشکیل دهنده آن، سوژه‌های انسانی).

### نظریه تضاد
«نظریه تضاد» روشی است که به شیوه‌ای علمی تلاش می‌کند تا تبیین‌های علی وجود تضاد در جامعه را ارائه دهد. بنابراین، نظریه‌پردازان تضاد به راه‌های بروز و حل تضاد در جامعه و همچنین منحصربه‌فرد بودن هر تضاد توجه می‌کنند. چنین نظریه‌هایی توصیف می‌کنند که منشاء تضاد در جوامع در توزیع نابرابر منابع و قدرت است. اگرچه هیچ تعریف عام از آن چیزی وجود ندارد که لزومأ شامل «منابع» می‌شود ولی اکثر نظریه‌پردازان از دیدگاه ماکس وبر پیروی می‌کنند. وبر تضاد را نتیجه "طبقه"، جایگاه، و قدرت می‌دانست. راهی برای تعریف افراد در هر جامعه‌ای معین است. از این نظر، قدرت معیارها را تعریف می‌کند، بنابراین مردم به دلیل نابرابری قدرت، قوانین و انتظارات اجتماعی را رعایت می‌‌کنند.

### فایده‌گرایی
فایده‌گرایی اغلب به عنوان نظریه مبادله یا نظریه انتخاب عقلانی در زمینه جامعه‌شناسی شناخته می شود. این سنت تمایل دارد به عاملیت کنشگران عقلانی فردی امتیاز دهد، با این فرض که، افراد در تعاملات متقابل، همیشه به دنبال به حداکثر رساندن منفعت شخصی خود هستند. همانطور که توسط جاش ویتفورد (2002) استدلال می شود، کنشگران منطقی را می توان دارای چهار عنصر اساسی توصیف کرد:
1. دانش جایگزین ها؛
2. دانش یا باورهایی درباره پیامدهای جایگزین های مختلف؛
3. ترتیب اولویت ها نسبت به نتایج و
4. یک قانون تصمیم گیری، برای انتخاب از بین گزینه‌های ممکن.

نظریه مبادله به طور خاص به کارهای جورج هومنز، پیتر بلاو و ریچارد امرسون نسبت داده می شود. جامعه‌شناسان سازمانی جیمز جی. مارچ و هربرت الکساندر سایمون خاطرنشان کردند عقلانیت محدود توسط زمینه یا محیط سازمانی یک فرد محدود می شود. دیدگاه فایده‌گرایانه در جامعه‌شناسی، به‌ویژه در اواخر سده بیستم با کار رئیس سابق انجمن جامعه‌شناسی آمریکا جیمز ساموئل کلمن احیا شد.

## نظریه پایه

### عینیت و ذهنیت
مسئله ذهنیت و عینیت را می‌توان به دو بخش تقسیم کرد: نگرانی در مورد امکانات عمومی کنش‌های اجتماعی، و مشکل خاص دانش علمی اجتماعی. در حالت اول، امر ذهنی اغلب (اگرچه نه لزوما) با فرد، و مقاصد و تفاسیر فرد از عینی برابر می‌شود. هدف غالباً هر اقدام یا نتیجه عمومی یا خارجی در نظر گرفته می‌شود، که به اندازه جامعه است؛ بنابراین، یک سؤال اولیه برای نظریه‌پردازان اجتماعی این است که چگونه دانش در طول زنجیره ذهنی- عینی- ذهنی بازتولید می‌شود، یعنی می‌گویند: چگونه بین الاذهانی به دست می‌آید؟ در حالی که، از نظر تاریخی، روش‌های کیفی سعی کرده‌اند تفاسیر ذهنی را از بین ببرند، روش‌های پیمایش کمی نیز تلاش می‌کنند تا ذهنیت‌های فردی را به تصویر بکشند. همچنین، برخی از روش‌های کیفی رویکردی ریشه‌ای به توصیف عینی دارند درون‌جا.
توجه اخیر به دانش علمی از این واقعیت ناشی می‌شود که یک جامعه‌شناس بخشی از همان موضوعی است که به دنبال توضیح آن هستند، همان‌طور که بوردیو توضیح می‌دهد:
 جامعه‌شناس چگونه می‌تواند در عمل این تردید رادیکال را تحت تأثیر قرار دهد که برای کنار گذاشتن همه پیش‌فرض‌های ذاتی این واقعیت که او موجودی اجتماعی است، و بنابراین اجتماعی شده‌است و در آن جهان اجتماعی احساس «مثل ماهی در آب» می‌کند، ضروری است. ساختارهایی که او درونی کرده‌است؟ او چگونه می‌تواند از طریق این عملیات‌ها یا عملیات‌های خودآگاهانه که از خود بی‌خبر هستند و او سوژهٔ آشکار آن‌هاست، از انجام ساختن ابژه، به یک معنا، از طریق او، خود جهان اجتماعی جلوگیری کند. پیر بوردیو— مسئله جامعه‌شناسی بازتابی، دعوت به جامعه‌شناسی بازتابی (۱۹۹۲)، ص ۲۳۵

### ساختار و عاملیت
ساختار و عاملیت، که گاهی به عنوان جبرگرایی در برابر اراده‌گرایی نامیده می‌شود. یک بحث  هستی‌شناختی پایدار در نظریه اجتماعی شکل می‌دهد: آیا ساختارهای اجتماعی رفتار فرد را تعیین می‌کند یا عاملیت انسانی؟ در این زمینه، عاملیت به ظرفیت افراد برای عمل مستقل و انتخاب آزاد اشاره دارد، در حالی که ساختار به عوامل محدود کننده مربوط می‌شود. یا بر انتخاب‌ها و اعمال افراد (مثلاً طبقه اجتماعی، مذهب، جنسیت، قومیت و غیره) تأثیر بگذارد.
بحث بر سر تقدم ساختار یا عاملیت به هسته معرفت‌شناسی جامعه‌شناختی مربوط می‌شود (یعنی جهان اجتماعی از چه چیزی ساخته شده‌است؟، علت در جهان اجتماعی چیست و معلول چیست؟)  یک پرسش همیشگی در این بحث، بازتولید اجتماعی است: چگونه ساختارها (بویژه ساختارهای تولید نابرابری) از طریق انتخاب افراد بازتولید می‌شوند؟

### همزمانی و درزمانی
همزمانی و درزمانی (یا «ایستایی» و «پویایی») در نظریه اجتماعی، اصطلاحاتی هستند که به تمایزی اشاره دارند که از طریق کار لوی استروس پدیدار شد و او نیز آن را از زبان‌شناسی فردیناند دو سوسور به ارث برده‌است. همزمانی لحظاتی از زمان را برای تحلیل برش می‌دهد، بنابراین تحلیلی از واقعیت اجتماعی ایستا است. از سوی دیگر، درزمانی تلاش می‌کند تا دنباله‌های پویا را تحلیل کند. به پیروی از سوسور، همزمانی به پدیده‌های اجتماعی به عنوان یک مفهوم ثابت مانند یک «زبان» اشاره می‌کند، در حالی که درزمانی به فرآیندهای آشکار مانند «گفتار» واقعی اشاره می‌کند. در مقدمه آنتونی گیدنز بر «مسایل مرکزی در نظریه اجتماعی»، او می‌نویسد «برای بیآن وابستگی متقابل کنش و ساختار… باید روابط مکانی - زمانی را درک کنیم که در ساختار همه تعاملات اجتماعی نهفته‌است.» و مانند ساختار و عاملیت، زمان برای بحث بازتولید اجتماعی ضروری است. از نظر جامعه‌شناسی، جامعه‌شناسی تاریخی اغلب برای تحلیل زندگی اجتماعی به‌عنوان درزمانی موقعیت بهتری دارد، در حالی که پژوهش‌های پیمایشی، تصویری فوری از زندگی اجتماعی می‌گیرد و بنابراین برای درک زندگی اجتماعی به‌عنوان هم‌زمان مجهزتر است. برخی استدلال می‌کنند همزمانی ساختار اجتماعی یک دیدگاه روش‌شناختی است تا یک ادعای هستی‌شناختی. با این وجود، مسئله نظریه این است که چگونه دو شیوه ثبات و تفکر در مورد داده‌های اجتماعی را ادغام کنیم.

## نظریه‌های معاصر
رشته جامعه‌شناسی معاصر از لحاظ نظری چندپارادایمی است، شامل طیف وسیع‌تری از موضوع‌هایی، از جمله  جوامع، سازمانها و روابط نسبت به زمانی است که این رشته برای اولین بار شروع شد.

### نظریه فشار / نظریه آنومی
نظریه فشار یک دیدگاه نظری است که «آنومی» (یعنی بی‌هنجاری) را نتیجه جامعه‌ای می‌داند که راهنمایی اخلاقی کمی برای افراد ارائه می‌کند.: 134 
امیل دورکیم (۱۸۹۳) برای اولین بار آنومی را به عنوان یکی از نتایج تقسیم کار نابرابر در جامعه توصیف نمود و مشاهده کرد که دوره‌های اجتماعی از هم گسیختگی منجر به آنومی بیشتر و نرخ بالاتر خودکشی و جنایت می‌شود. به این معنا، به طور کلی، در طول دوران تحولات بزرگ، شمار فزاینده‌ای از افراد مشروعیت اخلاقی جامعه را نمی‌پذیرند، همان طور که آنتونی آر. ماوسون (۱۹۷۰) جامعه‌شناس اشاره کرد.
رابرت کی. مرتن این نظریه‌پردازی را ادامه داد و گفت آنومی و همچنین برخی از اشکال رفتار انحرافی، عمدتاً از تفکیک بین هدف‌های تجویز شده فرهنگی یک جامعه با راه‌های ساختار اجتماعی برای تحقق این هدف‌ها ایجاد می‌شود.

### نمایشی
این نظریه توسط اروینگ گافمن بسط یافته‌است، دراماتورژی (معروف به «دیدگاه دراماتورژیک») یک پارادایم خاص از نظریه کنش متقابل نمادین است که زندگی را به یک نمایش (یعنی یک «درام») تعبیر می‌کند. ما به عنوان «بازیگران» با نقشی که بازی می‌کنیم جایگاهی داریم و نقش‌های مختلفی به ما داده می‌شود.: 16  این نقش‌ها به عنوان یک فیلمنامه عمل می‌کنند و گفت‌وگو و تحرک را برای شخصیت‌ها (یعنی افراد در واقعیت) فراهم می‌سازند.: 19  نقش‌ها همچنین شامل قطعات و تنظیمات خاصی هستند. به عنوان مثال، یک پزشک (نقش)، در حالی که در مطب پزشکیش است (محیط) از ابزارهایی مانند مانیتور قلب (سرپا) استفاده می‌کند.: 134 
علاوه بر این، کارکرد ما، ارائه خود است، و مردم ما را بر اساس روش‌هایی که خودمان را به تصویر می‌کشیم، درک می‌کنند.: 134  این فرایند، که به عنوان مدیریت برداشت شناخته می‌شود، با ایده عملکرد شخصی آغاز می‌گردد.

### نظریه ریاضی
نظریه ریاضی (معروف به «نظریه رسمی») به استفاده از ریاضیات در ساختن نظریه‌های اجتماعی اشاره دارد. هدف جامعه‌شناسی ریاضی ارائه نظریه جامعه‌شناختی در اصطلاحات رسمی است که می‌توان فقدان آن نظریه‌ها را درک کرد. مزایای این رویکرد نه تنها شامل افزایش وضوح، بلکه از طریق ریاضیات، توانایی استخراج مفاهیم نظری است که به‌طور شهودی به دست نمی‌آیند. به این ترتیب، مدل‌هایی که معمولاً در جامعه‌شناسی ریاضی استفاده می‌شوند، به جامعه‌شناسان اجازه می‌دهند تا بفهمند که چگونه تعاملات محلی قابل پیش‌بینی اغلب قادر به استخراج الگوهای جهانی ساختار اجتماعی هستند.

### اثبات‌گرایی
پوزیتیویسم یک فلسفه است که در اواسط سده نوزدهم توسط آگوست کنت توسعه یافت که بیان می‌کند تنها دانش معتبر دانش علمی است و اینکه چنین دانشی تنها می‌تواند از تأیید مثبت نظریه‌ها از طریق روش علمی دقیق حاصل شود. جامعه مانند دنیای فیزیکی طبق قوانین آن عمل می‌کند، بنابراین درون‌نگری یا شهود تلاش برای کسب دانش رد می‌شود. رویکرد اثبات‌گرایی موضوعی تکراری در تاریخ اندیشه غرب از دوران باستان تا امروز بوده‌است.

### پست مدرنیسم
پست مدرنیسم با پایبندی به ضد نظریه و ضد روش باورمند است به دلیل ذهنیت انسانی، کشف حقیقت عینی غیرممکن یا دست نیافتنی است.: 10  در اصل، دیدگاه پست مدرنیستی دیدگاهی است که به عنوان مقابله با اندیشه مدرنیسم وجود دارد، به ویژه از طریق بی‌اعتمادی به نظریه‌های کلان و ایدئولوژیها.
حقیقت عینی که توسط نظریه مدرنیستی تبلیغ می‌شود، توسط پست مدرنیست‌ها غیرممکن است زیرا طبیعت دائماً در حال تغییر جامعه است بنابراین «حقیقت» نیز دائماً در معرض تغییر است؛ پس، هدف پست مدرنیست‌ها دستیابی به درک از طریق مشاهده، به جای گردآوری داده‌ها، با استفاده از تحلیل‌های سطح خرد و کلان است.: 53 
پرسش‌های که توسط این رویکرد پرسیده می‌شود عبارتند از: چگونه جوامع یا روابط بین فردی را درک کنیم، در حالی که نظریه‌ها و روش‌های علوم اجتماعی و مفروضات خود را در مورد طبیعت انسان رد می‌کنیم؟ و چگونه قدرت در روابط اجتماعی یا جامعه نفوذ می‌کند و با شرایط تغییر می‌کند؟: 19 یکی از برجسته‌ترین پست مدرنیست‌ها در تاریخ این رویکرد، جامعه‌شناس و فیلسوف فرانسوی میشل فوکو است.

### نظریه‌های دیگر
- ضد اثبات‌گرایی (یا جامعه‌شناسی تفسیری) یک دیدگاه نظری مبتنی بر کار ماکس وبر است که پیشنهاد می‌کند تحقیقات اجتماعی، اقتصادی و تاریخی هرگز نمی‌توانند کاملاً تجربی یا توصیفی باشند. همان‌طور که همیشه باید با یک دستگاه مفهومی به آن نزدیک شد.[۱]: 132
- نظریه انتقادی دودمان نظریه جامعه شناختی با اشاره به گروه‌هایی مانند مکتب فرانکفورت است که هدف آن نقد و تغییر جامعه و فرهنگ است، نه صرفاً مستندسازی و درک آن.[۱]: 16
- نظریه درگیر رویکردی است که به دنبال درک پیچیدگی زندگی اجتماعی از طریق ترکیب تحقیقات تجربی با لایه‌های انتزاعی‌تر تحلیل، از جمله تحلیل شیوه‌های عمل، و تحلیل مقوله‌های اساسی هستی مانند زمان، مکان، تجسم و دانش است.
- فمینیسم مجموعه‌ای از جنبش‌ها با هدف تعریف، ایجاد و دفاع از حقوق برابر سیاسی، اقتصادی و اجتماعی برای زنان است.[۳۴] این نظریه بر چگونگی تمرکز دارد نابرابری جنسیتی زندگی اجتماعی را شکل می‌دهد.[۳۵] این رویکرد نشان می‌دهد چگونه تمایلات جنسی هم الگوهای نابرابری اجتماعی را منعکس می‌کند و هم به تداوم آن‌ها کمک می‌کند. فمینیسم، از دیدگاه تضاد اجتماعی بر نابرابری جنسیتی تمرکز دارد و جنسیت را به سلطه مردان بر زنان پیوند می‌دهد.[۱]: 185
- نظریه میدان زمینه‌های اجتماعی را بررسی می‌کند، که محیط‌های اجتماعی هستند که رقابت در آنها رخ می‌دهد (به عنوان مثال، حوزه تولیدکنندگان الکترونیک). به این موضوع می‌پردازد که افراد چگونه چنین زمینه‌هایی را می‌سازند، با چگونگی ساختار میدان‌ها و تأثیراتی که این حوزه بر افرادی که موقعیت‌های مختلفی را در آن اشغال می‌کنند، می‌گذارد.
- نظریه پایه یک روش‌شناسی سیستماتیک در علوم اجتماعی است که شامل تولید نظریه از داده‌ها می‌شود. هدف این رویکرد با روش عمدتاً پژوهش کیفی کشف و تجزیه و تحلیل داده‌ها از طریق مطالعات تطبیقی، اگرچه در استفاده از تکنیک‌ها کاملاً انعطاف‌پذیر است.[۳۶]
- نظریه برد متوسط رویکردی به نظریه‌پردازی جامعه‌شناختی است که هدف آن ادغام نظریه و تحقیقات تجربی است. در حال حاضر این رویکرد بالفعل غالب در ساخت نظریه جامعه‌شناختی، به‌ویژه در ایالات متحده است. نظریه برد متوسط با یک پدیده تجربی (بر خلاف یک موجود انتزاعی گسترده مانند نظام اجتماعی) شروع می‌شود و از آن انتزاع می‌کند تا عباراتی کلی ایجاد کند که بتوان با داده‌ها تأیید کرد.[۷]
- نظریه شبکه رویکردی ساختاری به جامعه‌شناسی است که بیشترین ارتباط را با کار هاریسون وایت دارد، که هنجارها و رفتارها را در زنجیره‌ای از روابط اجتماعی می‌بیند.[۱]: 132
- پدیدارشناسی رویکردی در حوزه جامعه‌شناسی است که هدف آن آشکار ساختن نقش آگاهی انسان در تولید کنش اجتماعی، موقعیت‌های اجتماعی و جهان‌های اجتماعی است. در اصل، پدیدارشناسی این باور است که جامعه ساختی انسانی است.[۳۷] پدیدارشناسی اجتماعی آلفرد شوتس بر توسعه ساخت‌گرایی اجتماعی و روش‌شناسی مردمی تأثیر گذاشت. در اصل توسط ادموند هوسرل توسعه داده شد.[۳۸][۳۹]
- پسااستعمارگرایی رویکردی پست مدرن است که متشکل از واکنش‌ها و تحلیل استعمار است.[iii][۴۰]
- جامعه‌شناسی محض یک پارادایم نظری است که توسط دونالد بلک توسعه یافته‌است که تنوع در زندگی اجتماعی را از طریق هندسه اجتماعی یعنی از طریق مکان‌ها توضیح می‌دهد. در فضای اجتماعی بسط اخیر این ایده آنست که نوسانات در فضای اجتماعی - یعنی زمان اجتماعی - علت تضاد اجتماعی است.[۴۱]
- نظریه انتخاب عقلانی رفتار اجتماعی را به عنوان تعامل سودمندی افراد را به حداکثر می‌رساند. عقلانی به این معنی است که مقرون به صرفه بودن در برابر هزینه برای به انجام رساندن یک تعامل به حداکثر رساندن مطلوبیت متعادل می‌شود. هزینه‌ها بیرونی هستند، به این معنی که ارزش‌های ذاتی مانند احساس گناه در هزینه ارتکاب جرم لحاظ نمی‌شود.[۴۲]
- ساخت‌گرایی اجتماعی یک نظریه جامعه‌شناختی از دانش است که به چگونگی توسعه پدیده‌های اجتماعی در زمینه‌های اجتماعی خاص می‌پردازد.[۴۳]
- جامعه‌پذیری به تجربه اجتماعی مادام‌العمر اشاره دارد که افراد از طریق آن پتانسیل انسانی خود را توسعه می‌دهند و فرهنگ را می‌آموزند. برخلاف سایر گونه‌های زنده، انسان‌ها برای بقا به اجتماعی شدن در فرهنگ‌های خود نیاز دارند.[۱] با اتخاذ این مفهوم، نظریه پردازان ممکن است به دنبال درک ابزاری باشند که از طریق آن نوزادان انسان شروع به کسب مهارت‌های لازم برای انجام عملکرد به عنوان عضوی کاربردی از جامعه خود می‌کنند.[۴۴]
- نظریه مبادله اجتماعی پیشنهاد می‌کند که تعاملاتی که بین افراد اتفاق می‌افتد می‌تواند تا حدی بر اساس چیزهایی باشد که می‌توان با بودن با دیگران به دست آورد یا از دست داد. برای مثال، وقتی مردم به این فکر می‌کنند که با چه کسی قرار ملاقات بگذارند، به دنبال این هستند که ببینند آیا طرف مقابل به همان اندازه (یا شاید بیشتر) از آنها پیشنهاد می‌دهد یا خیر. این می‌تواند شامل قضاوت در مورد ظاهر و ظاهر یک فرد یا موقعیت اجتماعی آنها باشد.[۱]
- قضیه توماس به موقعیتی اشاره دارد که اگر به صورت واقعی تعریف شود، پیامدهایش نیز واقعی خواهند شد.[۲۹] نشان می‌دهد واقعیتی که افراد در کنش متقابل و تعامل خود می‌سازند، پیامدهای واقعی برای آینده دارد. به عنوان مثال، معلمی که باورمند است دانش‌آموز خاصی از نظر فکری با استعداد است، ممکن است عملکرد تحصیلی استثنایی را تشویق کند.[۳۶]

### نظریه‌های جنبش‌های اجتماعی
- کنش جمعی / رفتار جمعی
- محرومیت نسبی
- نظریه ارزش افزوده
- بسیج منابع / فرصت سیاسی

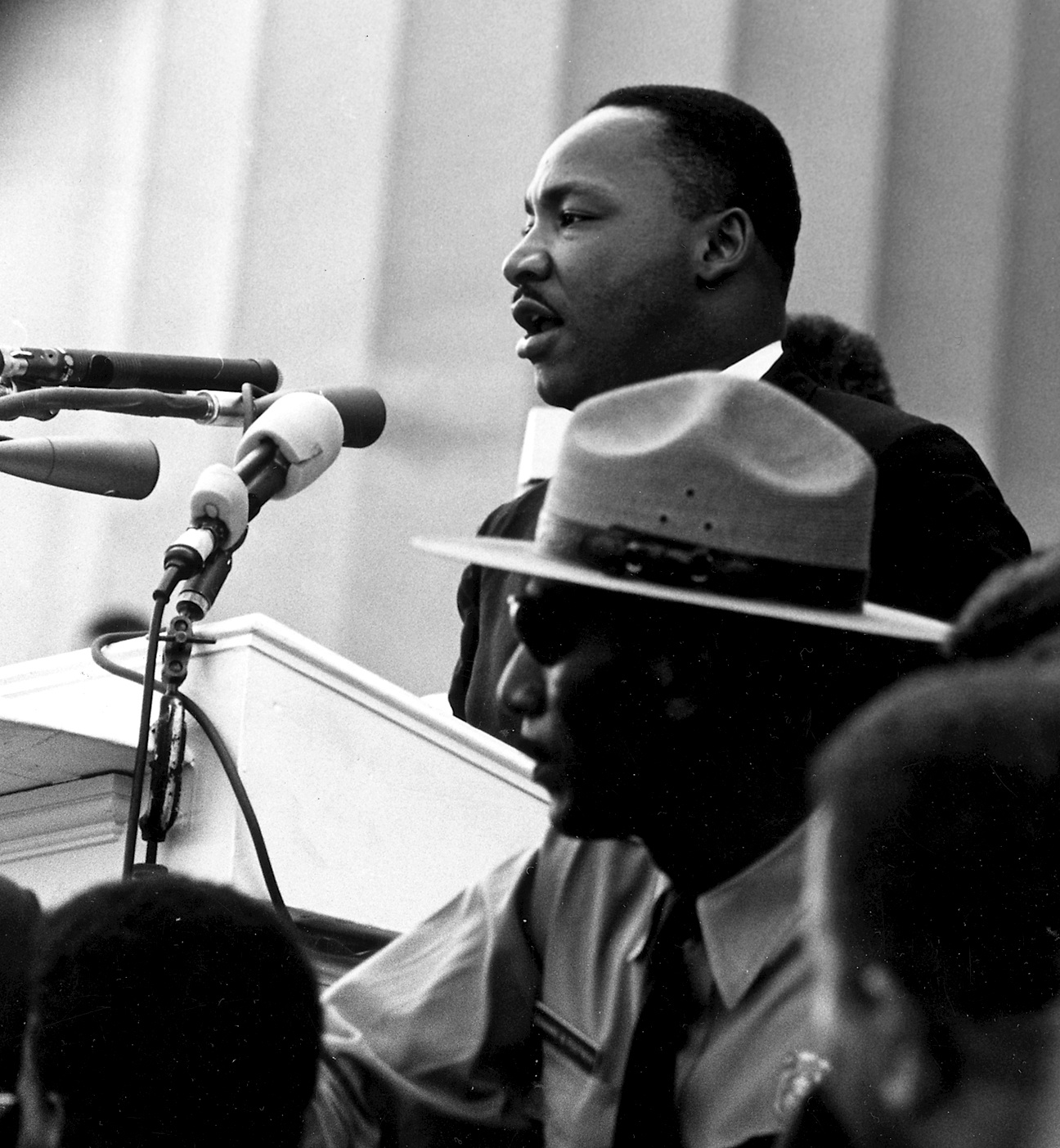
MLK جونیور سخنرانی رؤیایی دارم خود را در سال ۱۹۶۳ راه‌پیمایی به سوی واشینگتن برای کار و آزادی ارائه کرد. جنبش حقوق مدنی سیاه‌پوستان آمریکا (۶۸–۱۹۵۵) یکی از مشهورترین جنبش‌های اجتماعی سده بیستم است.

- چارچوب‌بندی (علوم اجتماعی) (نظریه تحلیل چارچوب)
- جنبش‌های اجتماعی جدید
- فرهنگ جدید[iv]

### نظریه‌های علم و فناوری

جرم‌شناسی: مطالعه علمی جرم و جنایت

- جامعه‌شناسی نهادی علم
- ساخت اجتماعی فناوری
- نظریه شبکه کنشگر
- نظریه فرایند هنجاری‌سازی
- نظریه‌های فناوری

## نظریه‌های جرم
«نظریه عمومی جرم» به گزاره مایکل آر. گوتفردسون و تراویس هیرشی (۱۹۹۰) که عامل اصلی در رفتار مجرمانه فقدان خودکنترلی فرد است.
نظریه‌پردازانی که تفاوت‌های موجود بین مجرمان و غیر مجرمان را تشخیص نمی‌دهند، کلاسیک یا نظریه‌پردازان کنترل در نظر گرفته می‌شوند. چنین نظریه‌پردازانی معتقدند کسانی که اعمال انحرافی انجام می‌دهند از روی لذت و بدون توجه به عواقب این کار را انجام می‌دهند. به همین ترتیب، پوزیتیویست‌ها اعمال مجرمان را به‌عنوان نتیجه خود شخص به جای ماهیت شخص می‌بینند.

### نظریه برچسب‌زنی
مفهوم اساسی «نظریه برچسب‌زنی» این است که انحراف و انطباق نه چندان ناشی از کارهایی است که افراد انجام می‌دهند، بلکه ناشی از واکنش دیگران به این اقدامات است.: 203  همچنین بیان می‌کند که واکنش جامعه به رفتارهای خاص، تعیین‌کننده اصلی چگونگی انتخاب یک برچسب «انحرافی» است.: 204  این نظریه بر نسبیت انحراف، این ایده که افراد ممکن است رفتار یکسانی را به طرق مختلف تعریف کنند؛ بنابراین نظریه برچسب‌زنی یک تحلیل در سطح خرد است و اغلب در رویکرد تعاملی اجتماعی طبقه‌بندی می‌شود.

### جنایات نفرت
جنایت نفرت را می‌توان به عنوان یک عمل مجرمانه علیه یک شخص یا دارایی یک فرد توسط یک مجرم با انگیزه‌های نژادی، قومی، مذهبی یا سایر سوگیری‌ها تعریف کرد. جرایم ناشی از نفرت ممکن است به نژاد، اصل و نسب، مذهب، گرایش جنسی و ناتوانی‌های جسمی اشاره داشته باشد. بر اساس آمار کانادا، جامعه یهودی بیشترین احتمال قربانی شدن جنایات نفرت در کانادا در سال‌های ۲۰۰۱–۲۰۰۲ بوده‌است. به‌طور کلی، حدود ۵۷ درصد از جنایات ناشی از نفرت با انگیزه قومیت و نژاد، عمدتاً سیاه‌پوستان و آسیایی‌ها را هدف قرار می‌دهند، در حالی که ۴۳ درصد، مذهب، عمدتاً یهودیت و اسلام را هدف قرار می‌دهند. ۹ درصد نسبتاً کمی با انگیزه‌های جنسی، همجنس‌گرایان و همجنس‌گرایان را هدف قرار می‌دهند.: 208–9 
ویژگی‌های فیزیکی مجرمان را از غیر مجرمان متمایز نمی‌کند، اما عوامل ژنتیکی همراه با عوامل محیطی پیش‌بینی‌کننده‌های جنایت و خشونت بزرگسالان قوی هستند.: 198–9  بیشتر روان‌شناسان انحراف را نتیجه اجتماعی شدن ناموفق و ناهنجاری در شخصیت فردی می‌دانند.: 198–9 

### روان‌پریشی
یک روان‌پریش را می‌توان به عنوان یک جنایتکار جدی تعریف کرد که از اعمال خود احساس شرم یا گناه نمی‌کند زیرا نسبت به افرادی که به آنها آسیب می‌رسانند همدردی کمی (در صورت وجود) دارند و از مجازات نمی‌ترسند.: 199  افرادی با چنین طبیعتی ممکن است به یک اختلال شخصیت ضد اجتماعی نیز شناخته شوند. رابرت دی. هار، یکی از متخصصان برجسته جهان در زمینه روان‌پریشی، یک دستگاه ارزیابی مهم برای روان‌پریشی ایجاد کرد که به نام «چک لیست روان‌پریشی» (بازبینی شده) شناخته می‌شود. برای بسیاری، این معیار تنها و مهم‌ترین پیشرفتی است که تا به امروز به سوی آنچه که امیدواریم به درک نهایی ما از روان‌پریشی تبدیل شود، است.: 641 
سایکوپات‌ها انواعی از ویژگی‌های ناسازگار را نشان می‌دهند، مانند نادر بودن در تجربه محبت واقعی به دیگران. علاوه بر این، آنها در جعل محبت مهارت دارند. غیرمسئول، تکانشگر، به سختی تحمل ناامیدی دارند. و آنها به دنبال رضایت فوری هستند.: 614  به همین ترتیب، نظریه مهار نشان می‌دهد افرادی که وجدان قوی‌تری دارند، در برابر ناامیدی‌ها قابل تحمل‌تر خواهند بود، بنابراین احتمال درگیر شدن در فعالیت‌های مجرمانه کمتر خواهد بود.: 198–9 

### جرم یقه‌سفید
ادوین ساترلند و دونالد کرسی (۱۹۷۸) جرم یقه‌سفید را به عنوان جنایتی تعریف کردند که افراد دارای موقعیت اجتماعی بالا در جریان فعالیت‌های شغلی خود مرتکب می‌شوند.
جرم یقه‌سفید شامل افرادی است که از موقعیت شغلی خود برای ثروتمند شدن خود و دیگران به‌طور غیرقانونی استفاده می‌کنند که اغلب باعث آسیب عمومی می‌شود. در جرایم یقه‌سفید، آسیب‌های عمومی ناشی از تبلیغات نادرست، بازاریابی محصولات ناایمن، اختلاس و رشوه دادن به مقامات دولتی گسترده‌تر از آن چیزی است که اکثر مردم فکر می‌کنند که بیشتر آنها مورد توجه قرار نمی‌گیرند و مجازات نمی‌شوند.: 206 
به همین ترتیب، «جرم شرکتی» به اقدامات غیرقانونی یک شرکت یا افرادی اشاره دارد که از طرف آن اقدام می‌کنند. جرایم شرکتی از فروش آگاهانه محصولات معیوب یا خطرناک گرفته تا آلودگی عمدی محیط زیست را شامل می‌شود. مانند جرایم یقه‌سفید، اکثر موارد جرایم شرکتی بدون مجازات می‌مانند و بسیاری از آنها هرگز برای عموم شناخته نمی‌شوند.: 206 

### سایر نظریه‌های جرم
- ارتباط افتراقی: این نظریه که توسط ادوین ساترلند ابداع شد، اعمال مجرمانه را از این منظر بررسی می‌کند که رفتارهای آموخته شده آنهاست.[۱]: 204
- نظریه کنترل: این نظریه توسط تراویس هیرشی ایجاد شد و بیان می‌کند پیوند ضعیف بین یک فرد با جامعه، به فرد اجازه می‌دهد از هنجارهای اجتماعی سرپیچی کند و رفتارهایی را اتخاذ کند که ماهیت انحرافی دارد.[۱]: 204–5
- نظریه انتخاب منطقی: بیان می‌کند افراد زمانی مرتکب جرم می‌شوند که انجام آن بر اساس تحلیل هزینه‌ها و منافع منطقی باشد. این جرم را می‌توان با به حداقل رساندن منافع و به حداکثر رساندن هزینه‌ها برای مجرمان کاهش داد.
- نظریه بی‌سازمانی اجتماعی: بیان می‌کند جرم در مناطقی رخ می‌دهد که نهادهای اجتماعی قادر به کنترل مستقیم گروه‌هایی از افراد نیستند.
- نظریه یادگیری اجتماعی: بیان می‌کند افراد رفتارهای جدیدی را از طریق مشاهده در محیط خود یادمی‌گیرند.[۵۱]
- نظریه سویه: بیان می‌کند که یک ساختار اجتماعی در یک جامعه ممکن است افراد را به ارتکاب جرم وادار کند. به‌طور خاص، میزان و نوع انحراف افراد به این بستگی دارد که آیا جامعه ابزاری برای دستیابی به اهداف فرهنگی فراهم می‌کند یا خیر.[۱]: 197
- نظریه خرده‌فرهنگ: بیان می‌کند که رفتار تحت تأثیر عواملی مانند طبقه، قومیت و موقعیت خانوادگی است. تمرکز اصلی این نظریه بر بزهکاری نوجوانان است.
- جرم سازمان‌یافته:[۱]: 206  کسب‌وکاری که کالاها یا خدمات غیرقانونی، از جمله رابطه جنسی، مواد مخدر، و قمار را عرضه می‌کند. این نوع جنایت در میان مهاجران گسترش یافت و متوجه شدند که جامعه همیشه مایل نیست فرصت‌های خود را با آنها به اشتراک بگذارد. نمونه مشهور جنایت سازمان یافته مافیای ایتالیا است.